# Adam Smith Institute
L'Institut Adam Smith (en anglais Adam Smith Institute) est un think tank libéral britannique fondé en 1977. Il reprend le nom d'un des pères de l'économie libérale, Adam Smith.

## Histoire
Il a été fondé par Eamonn Butler, Stuart Butler et Madsen Pirie, alors étudiants à l'Université de Saint Andrews en Écosse. Ils rejoignent en 1973 les États-Unis et Edwin Feulner, futur fondateur de l'Heritage Foundation. Ils retournent en Grande-Bretagne en 1977 et y fondent l'Adam Smith Institute avec l'aide d'Antony Fisher, de l'Institute of Economic Affairs.
Il a été l'un des principaux inspirateurs des réformes engagées par le Parti conservateur sous Margaret Thatcher et John Major. Il est actuellement présidé par Madsen Pirie, un des trois fondateurs et ancien conseiller de Margaret Thatcher. Il défend toujours des mesures d'inspiration libérales comme la flat tax à 22 %.
Il publie en 1989 un Manuel de privatisation des anciens pays socialistes. Il organise depuis lors chaque année une conférence internationale sur la privatisation, fréquentée assidument par des responsables politiques des pays d'Europe de l'Est (notamment roumains, tchèques, hongrois et polonais).
L'institut recommande l'abandon de la politique de vaccination obligatoire pour les maladies infantiles. Il estime également que les parents devaient être rémunérés pour la vaccination de leurs enfants au nom de l’« internalisation des externalités », c’est-à-dire du paiement financier par la société du bénéfice sanitaire qu’elle tire du comportement individuel de vaccination.
Il se trouve à Westminster, dans le centre de Londres.